# Nhật Bản Duy tân hội
Nhật Bản Duy Tân Hội (日本維新の会 Nippon Ishin no Kai)  là một đảng dân túy cánh hữu và bảo thủ ở Nhật Bản. Được thành lập với tên gọi Sáng kiến từ Osaka vào tháng 10 năm 2015 từ sự chia rẽ trong Đảng Đổi mới Nhật Bản cũ, đảng này đã trở thành phe đối lập lớn thứ ba đảng trong Quốc hội sau cuộc bầu cử Tham Nghị viện tháng 7 năm 2016.
Đảng ủng hộ chủ nghĩa phân quyền, chủ nghĩa liên bang (Dōshūsei), giáo dục miễn phí, chính phủ hạn chế và chủ nghĩa tân tự do. Đảng này cũng ủng hộ chủ nghĩa xét lại lịch sử.